# Tayra
Die Tayra oder Hyrare (Eira barbara) ist eine in Mittel- und Südamerika lebende Raubtierart aus der Familie der Marder (Mustelidae). Sie ist der einzige Vertreter der Gattung Eira und eng mit den auch in Europa vorkommenden Echten Mardern (Martes) verwandt.

## Merkmale

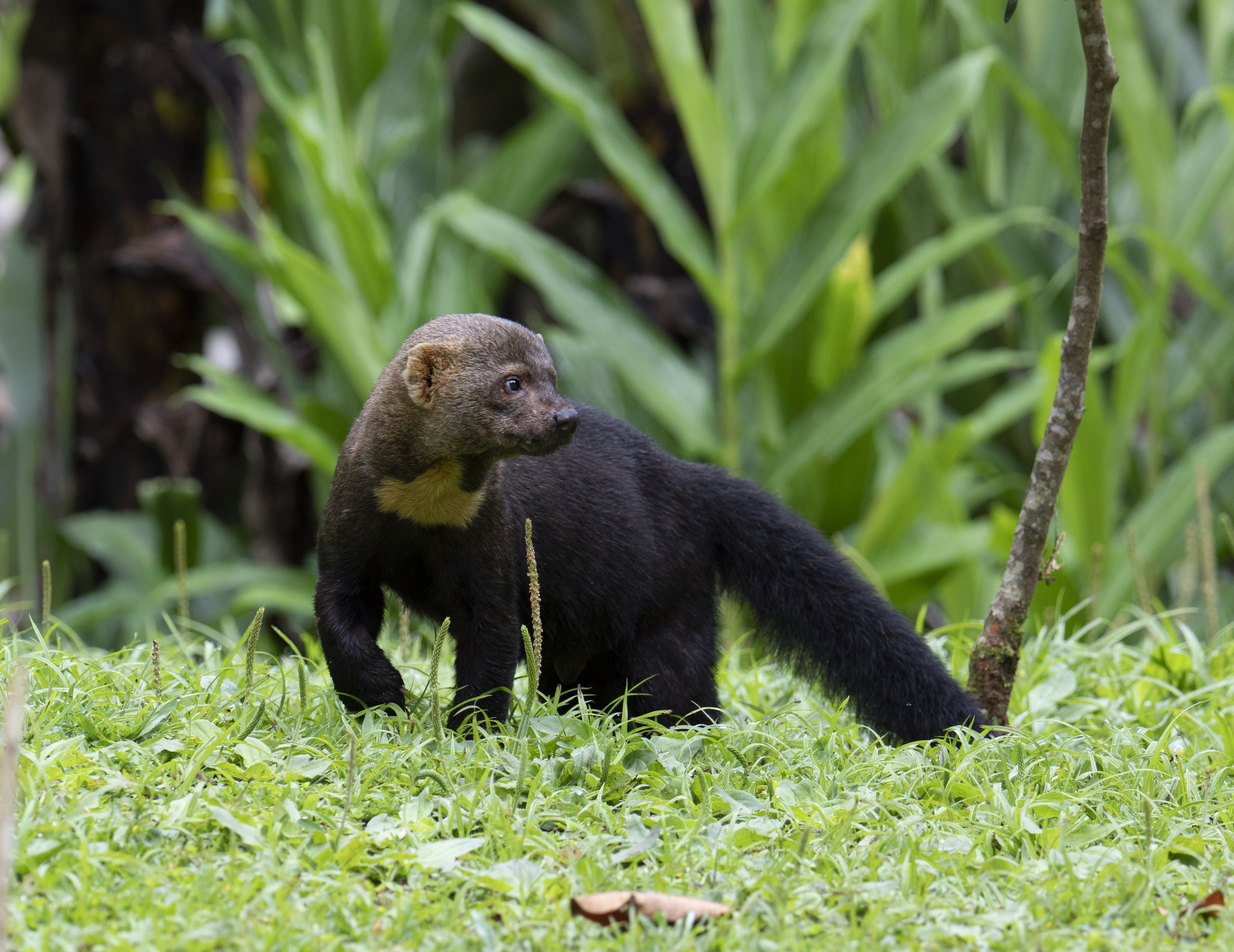
Tayra

Tayras erinnern in ihrem Körperbau an Wiesel, werden aber deutlich größer. Der Rumpf ist langgestreckt und schlank, die Gliedmaßen sind relativ kurz. Das kurze und dichte Fell ist dunkelbraun; der Kopf ist etwas heller als der übrige Körper, und auf der Kehle befindet sich meistens ein gelber oder weißer Fleck. Daneben gibt es auch eine helle Morphe; bei dieser ist das Fell gräulich gefärbt und der Kopf ist dunkler. Der Schwanz ist lang und buschig. Diese Tiere erreichen eine Kopf-Rumpf-Länge von 56 bis 68 Zentimeter, wozu noch 38 bis 47 Zentimeter Schwanzlänge kommen, und ihr Gewicht beträgt 4 bis 5 Kilogramm.

## Verbreitung und Lebensraum

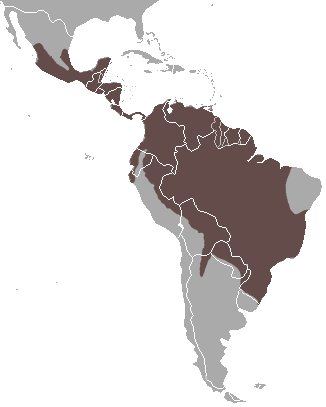
Verbreitungsgebiet der Tayra

Tayras leben in Mittel- und Südamerika. Ihr Verbreitungsgebiet reicht vom Süden Mexikos bis nach Paraguay und  ins nördliche Argentinien. Ihr Lebensraum sind vor allem tropische Regenwälder.

## Lebensweise
Tayras sind überwiegend am Tage aktiv und halten sich sowohl am Boden als auch in den Bäumen auf. Sie können sehr gut klettern und größere Distanzen auch springend zurücklegen, außerdem sind sie gute Schwimmer. Zur Nachtruhe legen sie Nester in Baumhöhlen oder verlassenen Bauten anderer Tiere an, manchmal verbergen sie sich auch im hohen Gras.
Zum Sozialverhalten gibt es unterschiedliche Angaben: man findet sie einzelgängerisch, in Paaren oder in kleinen Familiengruppen.
Tayras sind Allesfresser, kleine Säugetiere machen allerdings den Hauptbestandteil ihrer Nahrung aus. Sie jagen unter anderem Nagetiere (zum Beispiel Stachelratten), Hasen oder kleine Spießhirsche. Darüber hinaus verzehren sie Vögel, Wirbellose und auch Früchte.
Nach einer Tragzeit von rund 63 bis 70 Tagen bringt das Weibchen meist zwei Jungtiere zur Welt. Diese öffnen im zweiten Lebensmonat die Augen und werden nach zwei bis drei Monaten entwöhnt. In menschlicher Obhut können diese Tiere 18 Jahre alt werden.

## Tayras und Menschen

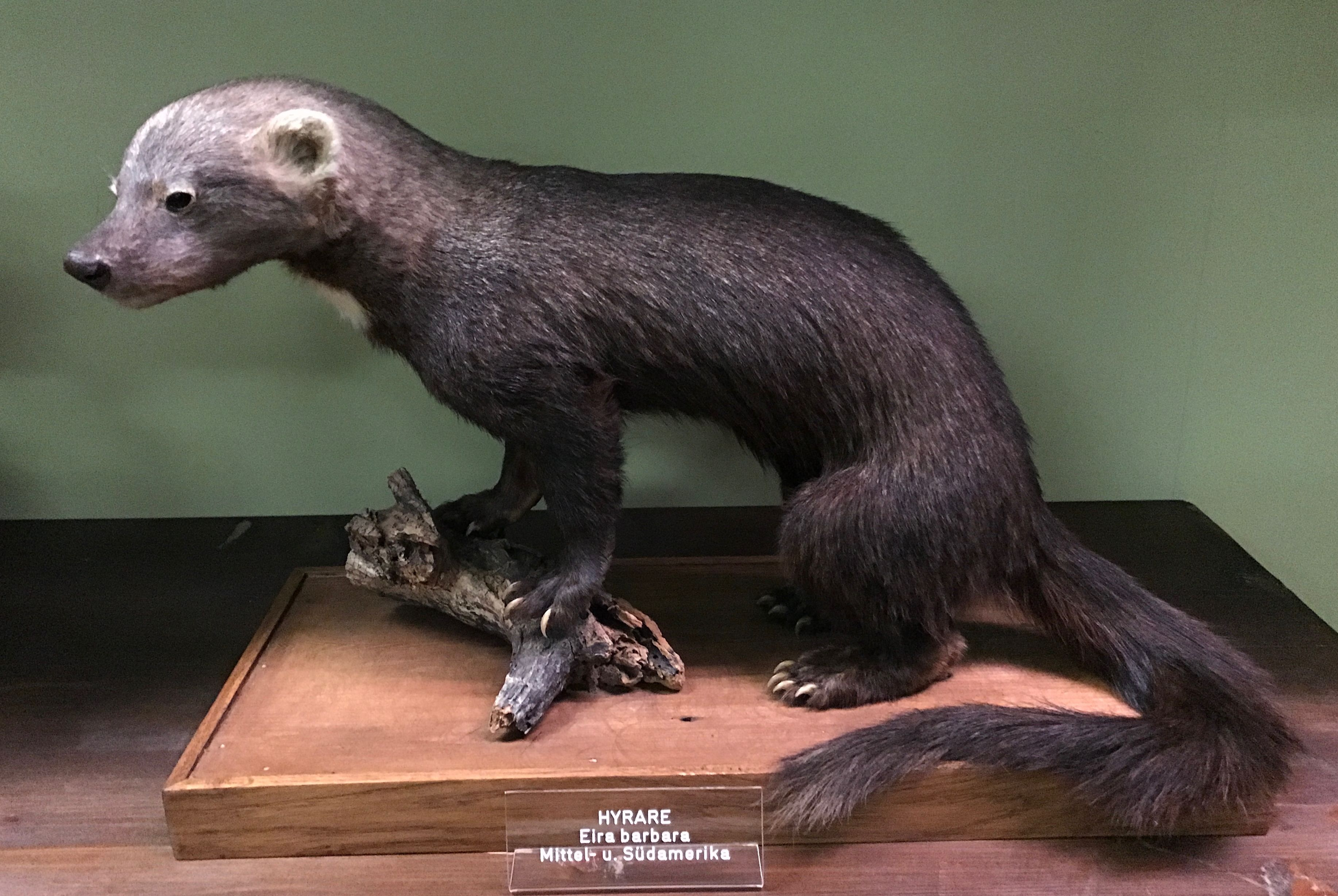
Tierpräparat einer Tayra

Manche indigenen Völker haben die Tayra gezähmt, um sie zur Eindämmung von Nagetierplagen in den Dörfern zu halten. Dagegen gilt dieser Marder den Weißen oft als Schädling, da er in Bauernhöfe eindringt und Hühner reißt.
In den meisten Gegenden Südamerikas ist die Tayra das häufigste Raubtier, da es wenig Scheu vor Menschen zeigt und auch in der Umgebung von Dörfern gesehen wird. Die Weltnaturschutzunion IUCN sieht sie auch in ihrer Roten Liste gefährdeter Arten als nicht gefährdet („Least Concern“). Die mexikanische Unterart (E. b. senex) gilt allerdings inzwischen als gefährdet.